# Basketballverband Mecklenburg-Vorpommern
Der Basketballverband Mecklenburg/Vorpommern e. V. (BVMV) ist der Dachverband der Basketballvereine beziehungsweise Sportvereine mit Basketballabteilungen im Bundesland Mecklenburg-Vorpommern.

## Geschichte
Der Basketballverband Mecklenburg/Vorpommern wurde am 24. Oktober 1990 in Rostock gegründet, auf der Gründungsversammlung wurde Klaus-Dieter Lehmann als Vorsitzender gewählt.
Von 2010 bis Juni 2015 war André Jürgens BVMV-Vorsitzender, ehe ihm der bisherige Vizepräsident, Lehr- und Trainerwart Daniel Havlitschek im Amt nachfolgte.
Am Jahresende 2017 wurde mit dem EBC Rostock ein Mitgliedsverein des BVMV auf dem fünften Platz der bundesweit größten Vereine des Deutschen Basketball Bundes (Bestimmungsmaßstab waren die Teilnehmerausweise) geführt.
Im August 2018 vereinbarte der BVMV eine im Vergleich zu vorher engere Zusammenarbeit mit dem EBC Rostock, um Nachwuchsspieler aus dem gesamten Landesgebiet besser zu fördern.

## Aufgaben und Struktur
Laut Satzung versteht der BVMV „die Entwicklung, Förderung und Pflege des Basketballsports in Mecklenburg-Vorpommern“ als seinen Zweck. Dies soll insbesondere durch die Förderung des Breiten- als auch des Leistungssports erreicht werden.
2018 hatte der Basketballverband Mecklenburg-Vorpommern dem Landessportbund Mecklenburg-Vorpommern zufolge 1725 Mitglieder. 2011 waren es noch 544 Mitglieder.